# 佐伊·萨多夫斯基-辛诺特
佐伊·萨多夫斯基-辛诺特（英語：Zoi Sadowski-Synnott，2001年3月6日—）生于澳大利亚悉尼，是一名新西兰女子单板滑雪运动员，主攻障碍技巧和大跳台。她的父亲是新西兰人，母亲是美国人。她在六岁时随家人移居至新西兰瓦纳卡。佐伊的家人都有参与滑雪运动，佐伊也于四岁时开始接触滑雪，九岁时开始改练单板滑雪。2016年，她在美国铜山完成了个人的世界杯分站赛首秀。2018年，她在平昌冬奥单板滑雪女子大跳台小项上摘得铜牌，成为26年来首位获得冬奥奖牌的新西兰运动员。